# Región de los Grandes Lagos

La provincia canadiense de Ontario y los estados de USA que tienen litoral en los grandes lagos.

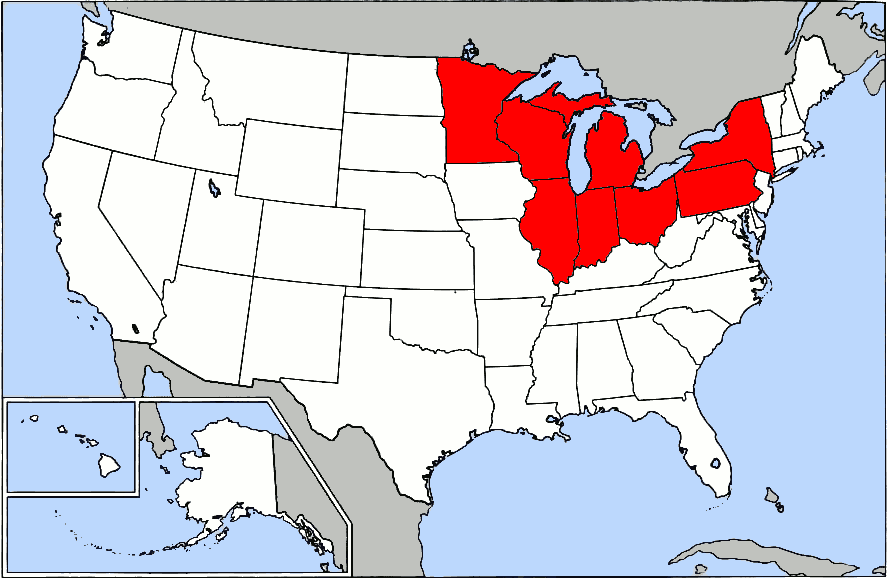
Los estados de Estados Unidos que tienen litoral en la Región de los Grandes Lagos están señalados en rojo en este mapa.

La Región de los Grandes Lagos (en inglés Great Lakes region) comprende parte de la provincia canadiense de Ontario y partes de ocho estados de Estados Unidos que tienen litoral en los Grandes Lagos. La línea de costa canadiense de los Grandes Lagos se localiza íntegramente en Ontario. Los puertos más importantes de esta región son los de Chicago, Detroit, Cleveland, Buffalo y Toronto.
Los estados de Estados Unidos con costa en los grandes lagos son:
- Illinois
- Indiana
- Ohio
- Míchigan
- Minnesota
- Nueva York
- Pensilvania
- Wisconsin